# Prokaryotická buňka

Řez prokaryotní buňkou

Prokaryotická buňka je typ buňky charakteristický pro bakterie a archea (tedy souhrnně Prokaryota). Je o řád menší než buňka eukaryotická, vyznačuje se také jednodušší organizací. Prokaryotické buňky mají značné množství charakteristických vlastností.
Prokaryota jsou vždy jednobuněčné organismy, netvoří tedy tkáně.

## Typické vlastnosti prokaryot
Uvádí se tři klíčové charakteristiky prokaryotických buněk:
- organizace nukleoidu (bakteriální obdoby jádra) — nukleoid není oddělen od okolní cytoplazmy membránou, skládá se jen z jedné velké molekuly DNA, na níž nejsou histony ani jiné bazické bílkoviny, je haploidní;
- nepřítomnost organel — v prokaryotické buňce nejsou mitochondrie, plastidy, endoplazmatické retikulum ani jiná organela s membránou;
- vlastnosti ribozomů — ribozomy prokaryot se od eukaryot liší svou hmotností i velikostí

## Další specifické vlastnosti
K dalším typickým, nikoliv však nutně všeobecným, vlastnostem patří:
- peptidoglykan, součástí buněčné stěny (výjimkou jsou mykoplazmy a archebakterie)
- jednodušší stavba bičíků než u eukaryot (nemusí však být nutně přítomny)
- anaerobióza, schopnost žít anaerobně, je u prokaryot častější než u eukaryot
- schopnost vázat vzdušný dusík, unikátní pro některé prokaryota
- nepřítomnost pinocytózy, fagocytózy a exocytózy
- asi desetkrát menší velikost než eukaryotická buňka